# Lipůvka
Lipůvka (en allemand : Lipuwka) est une commune du district de Blansko, dans la région de Moravie-du-Sud, en République tchèque. Sa population s'élevait à 1 345 habitants en 2020.

## Géographie
Lipůvka se trouve à 8 km à l'ouest-sud-ouest de Blansko, à 17 km au nord-nord-ouest de Brno et à 173 km au sud-est de Prague.
La commune est limitée par Lažany, Milonice et Černá Hora au nord, par Blansko et Šebrov-Kateřina à l'est, par Svinošice et Kuřim au sud, et par Malhostovice à l'ouest.

## Histoire
La première mention écrite de la localité date de 1371.